# Merrill (Iowa)
Merrill es una ciudad ubicada en el condado de Plymouth en el estado estadounidense de Iowa. En el Censo de 2020 tenía una población de 717 habitantes y una densidad poblacional de 487,76 personas por km².

## Geografía
Merrill se encuentra ubicada en las coordenadas 42°43′14″N 96°15′9″O / 42.72056, -96.25250. Según la Oficina del Censo de los Estados Unidos, Merrill tiene una superficie total de 1.47 km², de la cual 1.47 km² corresponden a tierra firme y (0%) 0 km² es agua.

## Demografía
Según el censo de 2020, había 717 personas residiendo en Merrill. La densidad de población era de 487,76 hab./km². De los 717 habitantes, Merrill estaba compuesto por el 90.93% blancos, el 1.26% eran afroamericanos, el 0.42% eran amerindios, el 0.42% eran asiáticos, el 1.81% eran isleños del Pacífico, el 2.37% eran de otras razas y el 2.79% pertenecían a dos o más razas. Del total de la población el 0.93% eran hispanos o latinos de cualquier raza.